# Eulalio Muñoz
Eulalio Muñoz (Gualjaina, 16 de julio de 1995) es un fondista argentino especializado en maratón. Fue parte de la delegación argentina que compitió en los Juegos Olímpicos de Tokio 2020. Con una marca de 2 horas, 16 minutos y 35 segundos, registró en ese evento el actual récord argentino de la categoría. 